# محسن الشمري (ممثل كويتي)
محسن الشمري (20 ديسمبر 1966 -)، ممثل كويتي. دخل المجال الفني عام 1997 من خلال برنامج فضائيات، وتوالت بعدها أعماله. غاب عن الشاشة بشكل مفاجئ.

## أعماله

### مسرحيات
- صح لسانك
- اللي يدري يدري
- مسرحيات 2000
- عالباب يا شباب
- لن أعيش في جلباب زوجتي
- القراصنة
- ما يصح إلا الصحيح

### مسلسلات
- قرقيعان
- شمس القوايل
- فضائيات
- محطات